# Nina Grach-Jascinsky
Nina Grach-Jascinsky (Chisinau, 1 augustus 1903 – Luxemburg, 1983) was een Luxemburgs beeldhouwer en kunstschilder.

## Leven en werk
Nina Jascinsky werd geboren in Chisinau, de huidige hoofdstad van Moldavië. Het land was destijds onder de naam Bessarabië onderdeel van het Keizerrijk Rusland. Als twintigjarige trok ze naar België, waar ze aan de Koninklijke Academie voor Schone Kunsten van Brussel leerde schilderen bij Constant Montald. Ze ging aan het werk als decoratieschilder en volgde daarnaast lessen in beeldhouwkunst van Victor Rousseau en Égide Rombaux. In 1935 maakte ze vier allegorische beelden voor het Alberteum op de wereldtentoonstelling in Brussel. In 1937 had ze een solo-expositie in het Brussels Paleis voor Schone Kunsten. In 1939 toonde ze monumentale muurschilderingen op de Internationale Watertentoonstelling in Luik. Ze kreeg een opdracht voor het maken van vijf bas-reliëfs voor het gebouw van de Chambre des Artisans of Handelskammer in de stad Luxemburg, dat werd gebouwd door architect Pierre Grach (1903-1971). Ze trouwde met hem, verhuisde naar het groothertogdom en verkreeg de Luxemburgse nationaliteit.
Grach-Jascinsky beeldhouwde vooral vrouwenfiguren in een enigszins klassieke stijl, ze ontwierp daarnaast kleinplastiek voor de Faïencerie de Septfontaines, de keramiekfabriek van Boch. Ze had in 1947 een solotentoonstelling met haar sculpturen in de Salon de la Bourse in Luxemburg-Stad. Verder exposeerde ze onder andere op een door de Cercle Artistique de Luxembourg georganiseerde voorjaarssalon in het stadhuis van Esch (1948) en een tentoonstelling van 'La Sculpture de Plein Air de Belgique' bij het Erasmushuis in Anderlecht (1950). Ze maakte een aantal malen beeldhouwwerk voor de gebouwen die door haar man werden ontworpen. Samen ontwierpen ze oorlogsmonumenten voor Vianden (1958) en Wiltz (1961). In 1966 vertegenwoordigde ze Luxemburg op de Salon européen des femmes-peintres in Nancy, samen met Triny Beckius, Georgette Beljon, Monique Brackel, Solange Frégnac, Thérèse Frégnac, Josée Gloden, Marie-Ange Heiden, Christiane Heinen, Huguette Heldenstein, Erny Heuertz, Loulou Heuertz, Valérie Kuborn, Ger Maas, Hélène Meer, Marie-Jeanne Molitor, Irène Nadler, Vanna Solofrizzo, Germaine Spiesse en Lily Unden. Grach-Jascinsky gaf privélessen, een van haar leerlingen was Paule Nolens. 

## Enkele werken
- 1935 allegorische beelden voor het Alberteum op de wereldtentoonstelling in Brussel
- 1940 bas-reliëfs voor het portaal van de Chambre des Artisans in Luxemburg-Stad
- 1957 keramisch reliëf voor de zittingszaal van de Chambre des métiers (nieuwe naam van de Chambre des Artisans) in Luxemburg-Stad.[7]
- 1958 La Capricieuse, keramisch vrouwenbeeld in de opstelling van de Faïencerie de Septfontaines op de Expo 58 in Brussel.
- 1958 ontwerp Monument aux Morts in Vianden in samenwerking met haar echtgenoot en met medewerking van Aurelio Sabbatini.[8]
- 1961 sculptuur voor het Monument aux Morts in Wiltz.
- 1964? Datzemisch , sculptuur bij het Athénée de Luxembourg.
- 1964 buste van groothertogin Charlotte van Luxemburg voor het vakantiehuis van de Action Catholique Féminine Luxembourgeoise in Eisenborn.
- 1966 medaillonportret van de dichter Edmond de la Fontaine, alias Dicks, voor het Dicksmonument in Vianden.
- 1966 reliëfportret van de schrijver Marcel Noppeney (1877-1966) voor diens graf op de Cimetière Notre-Dame in Limpertsberg.
- 1974 kruisweg voor de kerk van Bivels, in opdracht van de Société électrique de l'Our.

## Fotogalerij

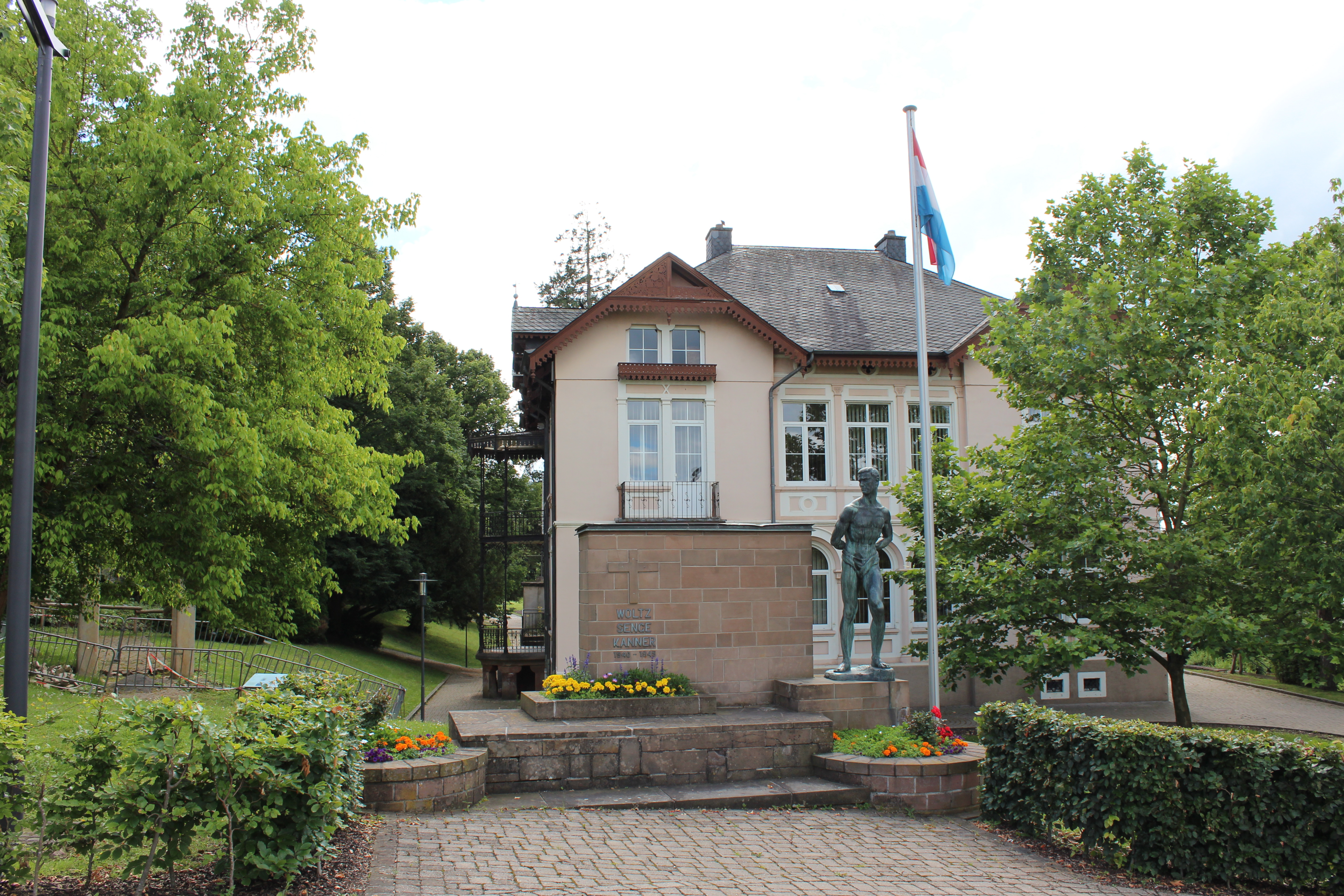
Monument aux Morts (1961), Wiltz
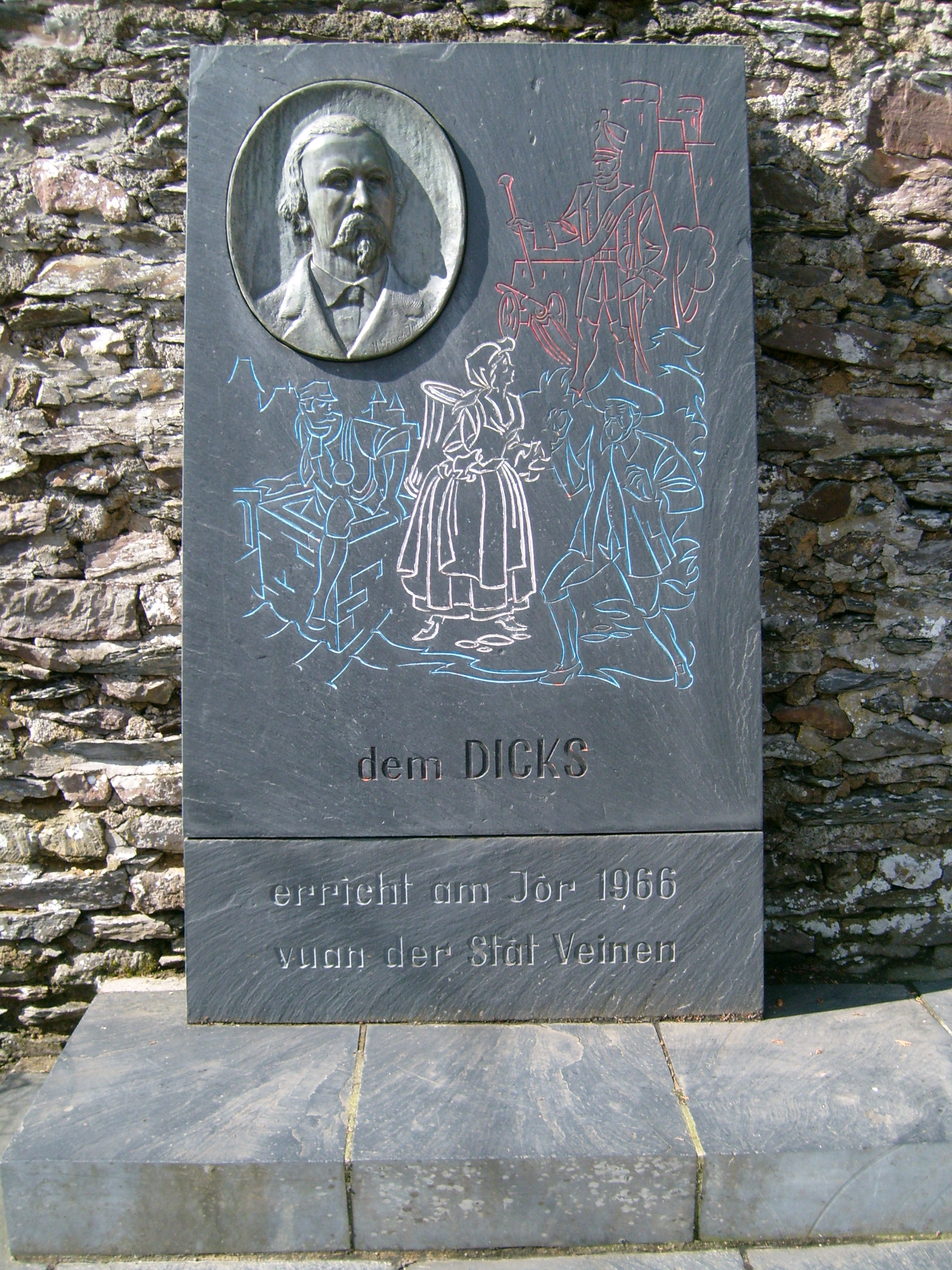
Dicksmonument (1966), Vianden
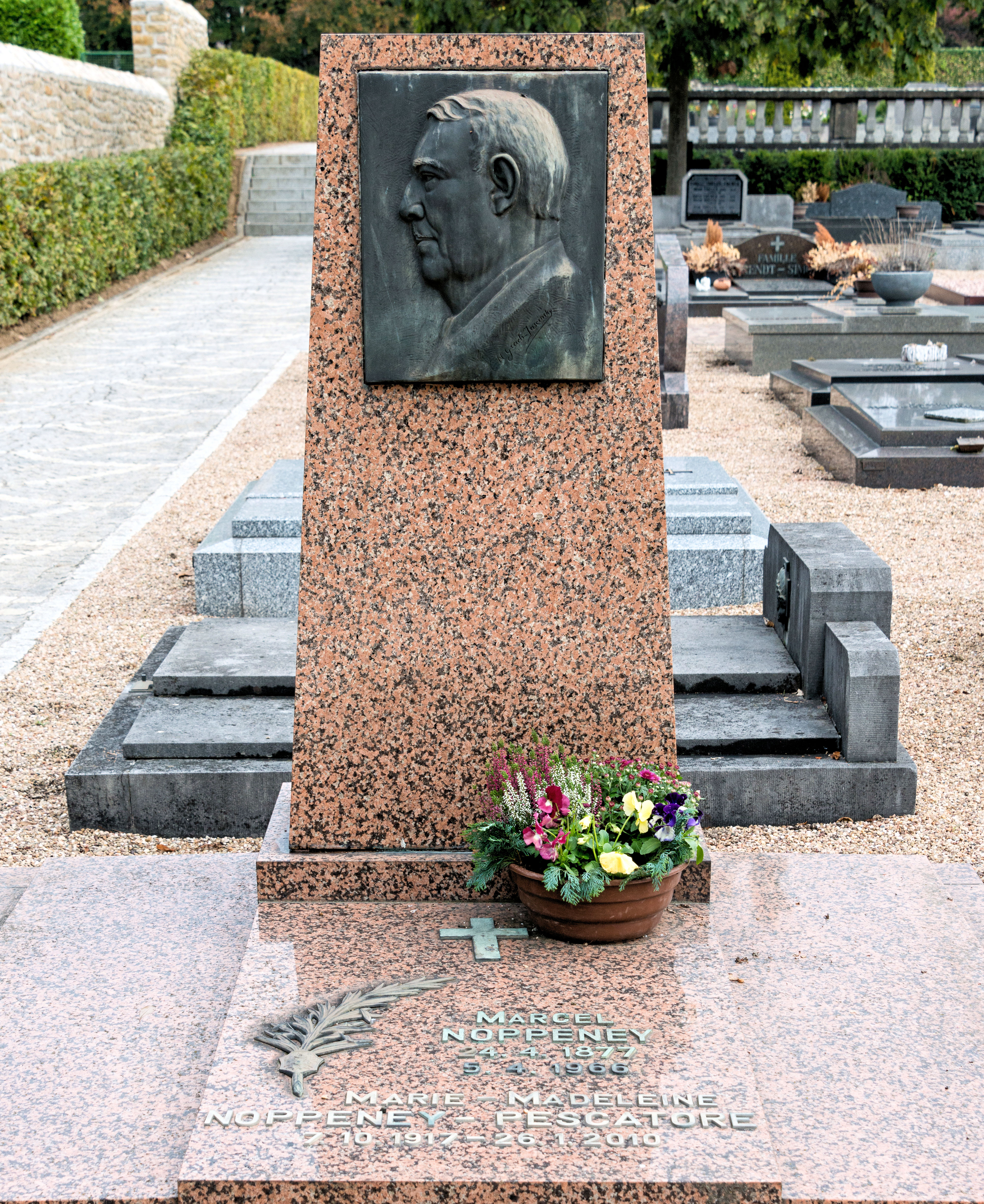
Graf Noppeney (1966), Limpertsberg

- Musée national d'archéologie, d'histoire et d'art: lkl000254